# Estádio Municipal e Quadra Poliesportiva da Escola Modesto
Estádio Municipal e Quadra Poliesportiva da Escola Modesto – stadion piłkarski w Bálsamo, São Paulo (stan), Brazylia.